# Минутка (площадь)

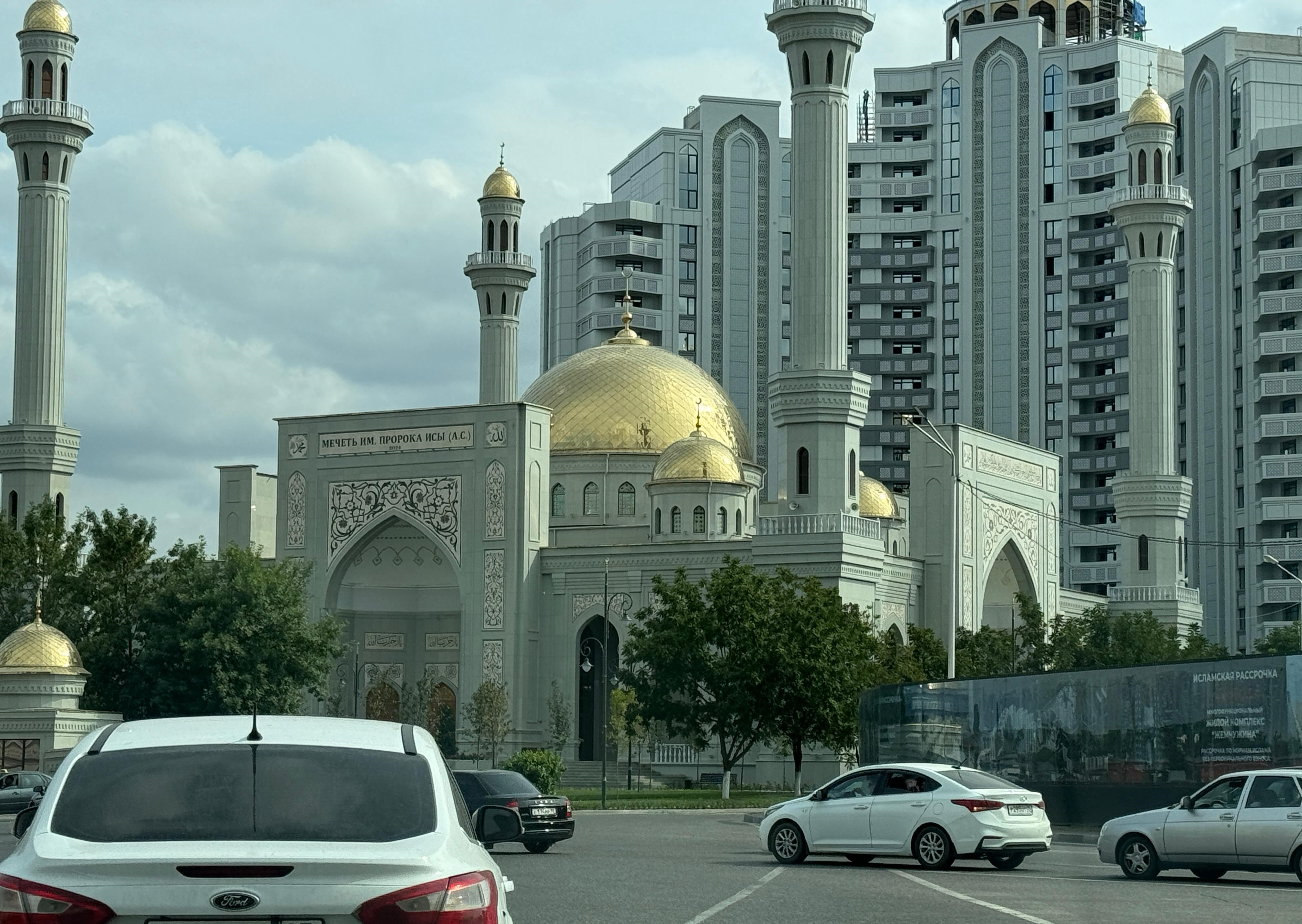
Мечеть имени Пророка Исы.

Пло́щадь Мину́тка — площадь в городе Грозном. Пересекается проспектом Кадырова, улицами Сайханова и Абдаллы II Бен Аль-Хусейна.

## История
В советские времена носила название Октябрьская площадь. В 1991 году была переименована в честь первого секретаря ЦК КПСС Никиты Хрущёва, который возвратил чеченцев и ингушей из депортации (с 2000 года имя Хрущёва носит другая площадь Грозного). Неофициально называлась Минуткой, потому что раньше по ней проходил рабочий поезд и останавливался здесь всего на одну минуту. Это название стало официальным в 1995 году.
Во время первой и второй чеченских войн площадь стала местом кровопролитных боёв между вооружёнными формированиями ЧРИ и воинскими подразделениями ВС РФ.

Собственно разговор о том, был ли бой на площади Минутка или нет, мне представляется напрасным, поскольку этот бой, из-за которого идут такие отчаянные споры — это лишь эпизод в числе многочисленных эпизодов. Бой был не на самой площади Минутка, а метрах в двухстах от неё, я своими глазами ночью после этого боя видел несколько десятков трупов российских военнослужащих. Мне даже показалось, что я видел более ста человек, но я на всякий случай сказал — около 80. Но для чеченцев бой возле площади Минутка — это бой на площади Минутка и мы — я, корреспондент агентства «Рейтер» Мария Эйсмонт и корреспондент агентства «Ассошиэйтед Пресс» Юрий Багров передавали события так, как они видятся чеченцам.
— А. Бабицкий для Радио «Свобода»: Бой возле площади Минутка в Грозном — лишь один эпизод из многих. 24 декабря 2000 года.
В 2006 году власти Грозного планировали установить на площади Минутка памятник Хрущёву.
В 2008 году была начата реконструкция площади.
В 2011 году в центре площади был установлен фонтан.
В 2016 году на площади был открыт торговый центр «Минутка».
В 2024 году на площади открылась мечеть имени Пророка Исы.

## В культуре
В репертуаре Александра Маршала есть посвящённая этой площади песня «Минутка».